# Miss Mondo 1995
Miss Mondo 1995, la quarantacinquesima edizione di Miss Mondo, si è tenuta il 18 novembre 1995, presso il Sun City Entertainment Centre di Sun City, in Sudafrica. Il concorso è stato presentato da Richard Steinmetz, Jeff Trachta e Bobbie Eakes. Jacqueline Aguilera, rappresentante del Venezuela è stata incoronata Miss Mondo 1995.

## Risultati

### Piazzamenti
| Risultato       | Concorrente |
| --------------- | --- |
| Miss Mondo 1995 | - Venezuela - Jacqueline Aguilera |
| 2ª classificata | - Croazia - Anica Martinović |
| 3ª classificata | - Trinidad e Tobago - Michelle Khan |
| Finaliste       | - Corea del Sud - Choi Yoon-young - Israele - Miri Bohadana                                                                                           |
| Semifinaliste   | - Australia - Melissa Porter - Bolivia - Carla Morón - Bulgaria - Evgenia Kalkandzhieva - Messico - Alejandra Quintero - Sudafrica - Bernelee Daniell |

### Regine continentali
| Risultato | Concorrente                         |
| --------- | ----------------------------------- |
| Asia      | - Corea del Sud - Choi Yoon-young   |
| Europa    | - Croazia - Anica Martinović        |
| Americhe  | - Venezuela - Jacqueline Aguilera   |
| Caraibi   | - Trinidad e Tobago - Michelle Khan |
| Africa    | - Sudafrica - Bernelee Daniell      |

### Riconoscimenti speciali
| Riconoscimento               | Concorrente                       |
| ---------------------------- | --------------------------------- |
| Miss Personality             | - Nigeria - Toyin Raji            |
| Most Photogenic              | - Venezuela - Jacqueline Aguilera |
| Best Designed National Dress | - Croazia - Anica Martinović      |

## Concorrenti
- Argentina - María Lorena Jensen
- Aruba - Tessa Pieterz
- Australia - Melissa Porter
- Austria - Elizabeth Unfried
- Bahamas - Loleta Marie Smith
- Bangladesh - Yasmin Bilkis Sathi
- Barbados - Rashi Holder
- Belgio - Véronique De Kock
- Bermuda - Renita Minors
- Bolivia - Carla Patricia Moron Peña
- Botswana - Monica Somolekae
- Brasile - Elessandra Cristina Dartora
- Bulgaria - Evgenia Kalkandjieva
- Canada - Alissa Lehinki
- Cile - Tonka Tomicic Petric
- Cina - Hsu Chun-Chun
- Cipro - Isabella Giorgallou
- Colombia - Diana Maria Figueroa Castellanos
- Corea del Sud - Choi Yoon-young
- Costa Rica - Shasling Navarro Aguilar
- Croazia - Anica Martinović
- Curaçao - Danique Regales
- Danimarca - Tine Knudsen
- Ecuador - Ana Fabiola Trujillo Parker
- Estonia - Mari-Lin Poom
- Filippine - Reham Snow Tago
- Finlandia - Terhi Koivisto
- Francia - Helene Lantoine
- Germania - Isabell Brauer
- Ghana - Manuela Medie
- Giamaica - Imani Duncan
- Giappone - Mari Kubo
- Gibilterra - Monique Chiara
- Grecia - Maria Boziki
- Guam - Joylyn Muñoz
- Guatemala - Sara Elizabeth Sandoval Villatoro
- Hong Kong - Shirley Chau Yuen-Yee
- India - Preeti Mankotia
- Irlanda - Joanne Black
- Isole Cayman - Tasha Ebanks
- Isole Vergini Americane - Roshini Nibbs
- Isole Vergini Britanniche - Chandi Trott
- Israele - Miri Bohadana
- Italia - Rosanna Santoli
- Lettonia - Ieva Melina
- Libano - Julia Syriani
- Lituania - Gabriele Bartkute
- Macao - Geraldina Madeira da Silva Pedruco
- Malaysia - Trincy Low Ee Bing
- Messico - Alejandra Quintero Velasco
- Nigeria - Toyin Enitan Raji
- Norvegia - Inger Lise Ebeltoft
- Nuova Zelanda - Sarah Brady
- Paesi Bassi - Didi Schackmann
- Panama - Marisela Moreno Montero
- Paraguay - Patricia Serafini Geoghegan
- Perù - Paola Dellepiane Gianotti
- Polonia - Ewa Jzabella Tylecka
- Porto Rico - Swanni Quiñones Laracuerte
- Portogallo - Suzana Leitao Robalo
- Regno Unito - Shauna Marie Gunn
- Rep. Ceca - Katerina Kasalova
- Rep. Dominicana - Patricia Bayonet Robles
- Romania - Dana Delia Pintilie
- Russia - Elena Bazina
- Seychelles - Shirley Low-Meng
- Singapore - Jacqueline Chew
- Slovacchia - Zuzana Spatinova
- Slovenia - Teja Boškin
- Spagna - Candelaria Rodríguez Pacheco
- Stati Uniti - Jill Ankuda
- Sudafrica - Bernelee Daniell
- Svezia - Jeanette Mona Hassel
- Svizzera - Stephanie Berger
- eSwatini - Mandy Saulus
- Tahiti - Timeri Baudry
- Tanzania - Emily Adolf Fred
- Thailandia - Yasumin Leautamornwattana
- Trinidad e Tobago - Michelle Khan
- Turchia - Demet Sener
- Ucraina - Nataliya Shvachiy
- Ungheria - Ildiko Veinbergen
- Venezuela - Jacqueline Maria Aguilera Marcano
- Zambia - Miryana Bujisic
- Zimbabwe - Dionne Best